# イラク王国

イラク・ハシミテ王国
المملكة العراقية الهاشمية

国歌: السلام الملكي（アラビア語）
The Royal Salute

イラク王国の位置

イラク王国（イラクおうこく、アラビア語: المملكة العراقية, ラテン文字転写: al-Mamlaka al-Iraqia）は、1932年から1958年にかけて、現在のイラクに存在した国家である。ヨルダン・ハシミテ王国とともにハーシム家の王国であった。

## 背景

### バグダードの辺境への転落
現在のイラク領域はアッバース朝のころに、チグリス川中流にバグダードが建設され、イスラム帝国が発展するに伴い「前代未聞の繁栄」を遂げた。しかし、アッバース朝のカリフの権威が失墜し、イスラム世界の周縁地域などに複数の王国が樹立されると、イラク地域はイスラム圏の中心の地位を失った。
1258年2月10日にモンゴル帝国のフレグがバグダードを占領し、カリフのムスタアシムを虐殺。今のイラン地域を中心にイル・ハン国を樹立するとイラクは完全に「イラン（イル・ハン国）とエジプト（マムルーク朝）の間」の国境地帯に転落する。
その後、オスマン帝国、サファヴィー朝など「非アラブ」のイスラム帝国が現れ、ながらくイラクは辺境であった。しかしながら、シーア派を国教とするサファヴィー朝にとってはシーア派の聖地が多数所在し、イランからも巡礼者が往来するイラク地域の領有は政治的にも経済的にも重要であり、オスマン帝国との争奪戦が続くこととなる。しかし、オスマン帝国のムラト4世がバグダードを占領し、1639年にサファヴィー朝と平和・国境条約を締結したことでオスマン帝国が最終的に勝利する。さらに1668年にバスラをも占領することでイラク全土がオスマン帝国の一部となることが確定する。

### アラブ民族主義の高まり
19世紀の末、オスマン帝国とイランが衰え西洋列強による侵略がすすむと、アラブでは民族主義が高まりを見せた。第一次世界大戦が勃発すると、アラブ地域の独立運動が戦争と並行して進み、イギリスはオスマン帝国への牽制として、メッカの太守であるフサイン・イブン・アリーとイギリスの駐エジプト高等弁務官ヘンリー・マクマホンとの間でフサイン＝マクマホン協定が結ばれ、戦争協力と引き換えにアラブ地域の独立を約束した。こうして1916年6月アラブの独立を宣言したメッカの太守ハーシム家の指導によるアラブ反乱が起きた。このアラブ反乱軍は1917年7月にアカバを、12月にはエルサレムを攻略し、1918年10月にはダマスカスに入城した。

## イラク王国の興亡

### イラク王国の樹立
1918年に第一次世界大戦が終結するとパリ講和会議で民族自決の原則が唱えられた。その結果アラブ地域にも独立国が樹立される機運が生まれたが、これらアラブ地域はサイクス・ピコ協定に基づきイギリスおよびフランスの委任統治領として分割されることになった。さまざまな宗教や民族が混在していたシリア・パレスチナ地域やイラク地域にどのように国境線を引くかはイギリスとフランスの意思にゆだねられた。クルド人の多い北のモースル州、スンナ派やシーア派の混住するバグダード州、シーア派中心の南のバスラ州を一つの国としてまとめ、スンナ派を重視することを主張したのはイギリスのアラブ専門家ガートルード・ベルであった。モースル州はフランスの勢力圏からイギリスの勢力圏へと移された地域で、イギリス内にはモースル州をイラクに含めることへの反対意見もあったが結局ベルの意見に押し切られた。ベルはイラクの支配体制について、アラブ反乱を率いたハーシム家を迎え入れて君主国とすることを提案した。
1920年、スンナ派のハーシム家の男子を王とするシリア・アラブ王国が樹立されたが、フランスはこれを拒否して武力での排除を開始し、国王ファイサル1世がダマスカスを追放された。これに対しイギリスは、イラク王国（イギリス委任統治領メソポタミア）の国王にファイサルを受け入れた。イラク王国の王となる予定だったアブドゥッラー1世は、イギリス委任統治領パレスチナの東部を割譲して作ったトランスヨルダンの国王に収まった。一方でイラクのクルド人らは自治独立を求めて争ったが、1920年から1922年にかけてのイギリス軍による無差別攻撃により鎮圧された。
イギリス委任統治領メソポタミアとイギリスは1930年にイギリス・イラク条約を結び、イラクは独立へと向かった。イラク王国は1932年10月3日にファイサル1世を王として独立を承認された。1927年には北部キルクークで油田が発見されたことによりイラク経済は潤い始めた。ただしイギリスは基地をイラク国内に維持し、軍隊をイラク国内で自由に動かす権利を得ており、イギリスによる石油支配とイラク間接支配は続いていた。ファイサル1世が1933年に死去した後、アラブ民族主義に理解を示しイギリスの支配に反発するガージー1世が即位したが、1939年に自動車事故で急死した。反英的な国王の事故死には疑問の声も上がった。4歳のファイサル2世が王に即位したが、国内には反イギリスの不穏な雰囲気が広がりつつあった。

### クーデターとアングロ・イラク戦争
1939年に第二次世界大戦が始まり、枢軸国がイギリスやフランスなど連合国を圧倒する中、枢軸国と結んで英国支配を覆すという希望がイラクの政治家に広まった。1939年9月5日、イラクは1930年の条約に基づきナチス・ドイツと国交を断絶した。しかし1940年には反英派のラシード・アリー・アル＝ガイラーニー（Rashid Ali al-Gaylani）が首相となり、ドイツやイタリアと結び、石油などの資源を枢軸国に供給しようとした。彼らはイラクに長年住んでいたユダヤ人社会に対する暴動を組織したほか、王室側近から親英派を追い落とそうとした。しかし北アフリカ戦線でのイギリスの勝利により彼らは後ろ盾を失い、1941年1月末にはハーシム家のイラク王即位以来政治力を持っていた親英派のヌーリー・アッ＝サイード（Nuri as-Said）が首相に返り咲いた。
1941年3月末、軍首脳のアラブ民族主義者4人組「黄金の方陣」が決起し、ヌーリー・アッ＝サイードは退陣させられ、4月3日にはラシード・アリー・アル＝ガイラーニーが首相となった（1941年イラク政変）。王政は転覆されなかったが、アリー・アル＝ガイラーニーは親英派の摂政アブドゥル＝イラーフ（'Abd al-Ilah）を追放してシャリーフ・シャラフ（Sherif Sharaf）を摂政とし、1930年のイギリス・イラク条約でイラクがイギリスに認めた特権を制限しようとした。
これに対し、カイロのイギリス陸軍中東司令部はヌーリー・アッ＝サイードを保護し、イラクへの侵攻を開始した（アングロ＝イラク戦争）。4月18日にはインド派遣軍の1個旅団をバスラに上陸させ、パレスチナとヨルダンからも砂漠を横断する部隊を進撃させた。バグダード西方のハッバニーヤにはイギリス空軍のハッバニーヤ基地があり、イギリス空軍とインド軍が入ったが、4月30日に6,000人からなるイラク軍部隊が南の高地に陣取り、基地に対し陸空の戦力を動かさないよう要求した。英印軍はこれを拒否し、要求の期限となる5月2日早朝にイラク軍に対する爆撃を開始した。
イギリス軍の戦力は旧式訓練機など貧弱であり陸軍も人数は2,000人と劣勢だったが、増援の到着もありイラク軍を押し返しバグダードへの進軍を始めた。ドイツ軍はイラク軍に対して、ヴィシー・フランス領シリアから航空機を派遣するなどの支援を行ったが、イラクの航空部隊は戦力を失い、5月30日にはバグダードに入ったイギリス軍とイラク側は休戦し、アル＝ガイラーニーはドイツへ亡命した。ほぼ1ヶ月にわたる戦争で再度イラクを占領したイギリス軍は引き続き、6月・7月にはシリアに対する作戦を、8月から9月にはソ連とともに、枢軸寄りだったイランに対する進駐を行った。しかし、これでイラク国民の反英気運が無くなったわけでは無かった。イギリスのイラク占領は1947年10月26日まで続いた。

### イラク王国の滅亡
第二次世界大戦後、1946年にイラク王国はアラブ連盟に参加してイスラエルと対立する一方、摂政及びヌリーの方針もあって中東における英米の同盟国として振る舞い、アラブにおける親英派のリーダー及び反共産主義の防波堤を自負。1948年のイスラエルの独立に伴う第一次中東戦争によってアラブ民族主義が高まり、アラブ諸国の連携が深まることになった。イラク王国も第一次中東戦争に参戦してイスラエルと戦ったが、アラブ圏の盟主を自負するイラクはアラブ諸国との歩調をとるのに失敗した。宿敵のサウジアラビアやイラク同様アラブ圏のリーダーを自負するエジプト王国やシリアと連携できなかったばかりか、ヨルダン・ハシミテ王国に対しても、イラク摂政のアブドゥル・イラーフはヒジャーズ王家・ハーシム家の長男家としての自負ゆえに叔父であるヨルダンのアブドゥッラー1世がハーシム家内で優位になるのを嫌ったために歩調などとれるはずもなかった。アラブ諸国軍はイスラエルに敗れ、イラク経済は悪化した。また、この敗戦でショックを受けた軍将校内部では、1952年の自由将校団のエジプト革命を機会に次第に反米英共和制派が台頭する。
1955年にはソ連に対する封じ込めのための中央条約機構（バグダード条約機構）をトルコ、パキスタン、イラン、イギリスとともに設置した。この本部はバグダードに置かれた。しかしエジプトのナーセル大統領はアラブ民族主義者の立場から、イギリス勢力が中東に残ることを反対して機構に参加せずイラクの君主制に対しても批判を加えた。1958年には、エジプトとシリアが「アラブ連合共和国」として統合。これを契機にアラブ世界に「統合か否か」の葛藤が生まれ不安定な様相を呈することになった。
この間、1957年11月には、国賓として皇太子のアブドゥル・イラーが来日している。
イラク王国は同じハーシム家でエジプトとシリアに挟まれ、且つ前年に危うくクーデターにより打倒されかけたヨルダンと、イラクのファイサル2世を首班とする「アラブ連邦」を形成し、軍隊を統合するなど連携を深めてアラブ連合共和国への対抗やイギリスからの支援を模索した。しかし、この年の7月14日、アラブ連合共和国による圧迫で危機が迫るヨルダンの応援に向かうよう指示された青年将校グループが、経由地のバグダードでクーデターを起こし、国王一家や摂政を虐殺した（7月14日革命）。クーデターを指揮したカースィム准将は人民共和国の樹立を宣言。イラク王国は滅亡した。

## その後
君主制崩壊後、ソ連ら東側陣営と関係を結んだカースィム政権のイラクは共和国となリ、中央条約機構から脱退する。その後数回のクーデターを経て1968年にバアス党の独裁政権が成立。政権内で反対派を粛清させたサッダーム・フセインが大統領として長期独裁体制を敷くことになる。
現在のイラク王位継承者でイラク・ハーシム家の当主の座は、フサイン・イブン・アリーの四男ザイド・イブン・フセインの息子のラアド・イブン・ザイドと、ファイサル2世の従兄弟のシャリーフ・アリー・イブン・アル＝フセインの二人が主張している。
このうちシャリーフ・アリーはアブドゥル＝イラーフ（'Abd al-Ilah、ファイサル2世の摂政でのち王太叔父）の甥であり、且つアリー・イブン・フセイン（ヒジャーズ王国最後の王でファイサル1世の長兄）の子孫である。彼はイラク国民会議に参加し、サッダーム・フセイン政権の崩壊の後、王制滅亡以来初めてイラクの地を踏んだが、米国を含めどこの国からも充分な支援を得られず、またイラク国内に政治基盤もなくイラク国民からの支持がほとんど無いため、イラクを離れ、現在は旧宗主国英国に在住。2005年にイラクで行われた暫定国民議会選挙では、自らが党首を務める「イラク立憲君主党」も参加したが、議席は獲得出来なかった。2022年、アンマンにて死去。